# 大豆塚町
大豆塚町（まめづかちょう）は、大阪府堺市北区にある地名。2020年5月現在の行政地名は大豆塚町一丁及び大豆塚町二丁。住居表示は未実施。

## 地理
北区の北部に位置する。東は新堀町、南は蔵前町、北長尾町、西は東雲東町、北は東浅香山町に接する。西から順に一丁～二丁がある。

### 河川
- 狭間川

## 歴史

### 沿革
本節では関連する地名についても記述する。

### 大豆塚（1889年 - 1939年）
- 1889年（明治22年） - 大阪府大鳥郡大豆塚村が町村制の施行により、五箇荘村の大字となる。
- 1896年（明治29年） - 郡の統廃合により、泉北郡の所属となる。
- 1938年（昭和13年） - 堺市に編入され、「五箇荘村」を冠称する。
- 1939年（昭和14年） - 改称して大豆塚町となる[6]。

### 大豆塚町（1939年 - ）
- 1939年（昭和14年） - 堺市五箇荘村大字大豆塚が改称して成立。
- 1950年（昭和25年） - 一部を浅香山町1 - 3丁・東雲東町1 - 4丁に編入。
- 1965年（昭和40年） - 一部が東浅香山町1 - 4丁となり、奥本町・北花田町の各一部を編入して、1 - 2丁を設置する[6]。
- 2006年（平成18年） - 堺市が政令指定都市に移行し、行政区を設置。大豆塚町は北区の所属となる。

## 世帯数と人口
2024年（令和6年）3月31日現在の世帯数と人口は以下の通りである。
| 丁           | 世帯数    | 人口    |
| ------------ | --------- | ------- |
| 大豆塚町一丁 | 802世帯   | 1,629人 |
| 大豆塚町二丁 | 927世帯   | 1,865人 |
| 計           | 1,729世帯 | 3,494人 |

### 人口の変遷
国勢調査による人口の推移。
| 1995年（平成7年）  | 3,491人 | [ 7 ]  |  |
| 2000年（平成12年） | 3,412人 | [ 8 ]  |  |
| 2005年（平成17年） | 3,514人 | [ 9 ]  |  |
| 2010年（平成22年） | 3,576人 | [ 10 ] |  |
| 2015年（平成27年） | 3,474人 | [ 11 ] |  |
| 2020年（令和2年）  | 3,412人 | [ 12 ] |  |

### 世帯数の変遷
国勢調査による世帯数の推移。
| 1995年（平成7年）  | 1,243世帯 | [ 7 ]  |  |
| 2000年（平成12年） | 1,314世帯 | [ 8 ]  |  |
| 2005年（平成17年） | 1,423世帯 | [ 9 ]  |  |
| 2010年（平成22年） | 1,470世帯 | [ 10 ] |  |
| 2015年（平成27年） | 1,493世帯 | [ 11 ] |  |
| 2020年（令和2年）  | 1,570世帯 | [ 12 ] |  |

## 学区
市立小・中学校に通う場合、学区は以下の通りとなる。
| 丁           | 番地 | 小学校               | 中学校           |
| ------------ | ---- | -------------------- | ---------------- |
| 大豆塚町一丁 | 全域 | 堺市立東浅香山小学校 | 堺市立長尾中学校 |
| 大豆塚町二丁 | 全域 | 堺市立東浅香山小学校 | 堺市立長尾中学校 |

## 事業所
2021年（令和3年）現在の経済センサス調査による事業所数と従業員数は以下の通りである。
| 丁           | 事業所数 | 従業員数 |
| ------------ | -------- | -------- |
| 大豆塚町一丁 | 44事業所 | 348人    |
| 大豆塚町二丁 | 20事業所 | 120人    |
| 計           | 64事業所 | 468人    |

## 交通

### 道路
- 大阪府道28号大阪高石線（ときはま線）
- 長尾街道

## 施設
- 堺市立東浅香山小学校
- 東浅香山こども園
- 浅香山交番
- 西願寺

## 郵便
- 郵便番号：591-8042[3]（集配局：堺金岡郵便局[15]）。

## ギャラリー

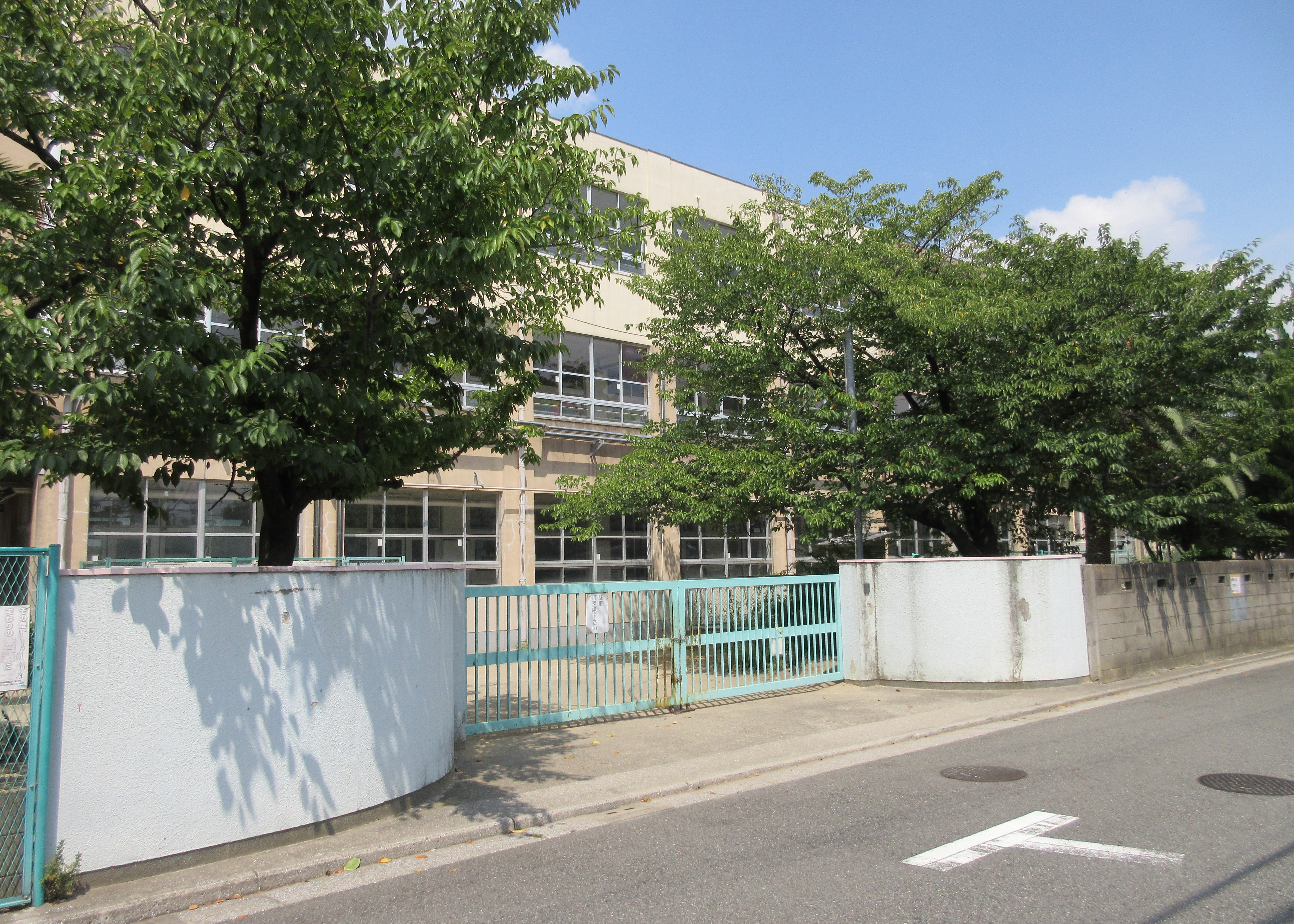
堺市立東浅香山小学校